# Тонкохвост Фунтэна
Тонкохвост Фунтэна, или тонкохвост Фунтэн (лат. Ischnura fountaineae либо Ischnura fountainei), — вид равнокрылых стрекоз семейства Coenagrionidae.

## Этимология
Вид назван именем энтомолога Маргарет Фунтэн (Margaret Ε. Fountaine), собравшей и передавшей К. Мортону на исследование коллекцию стрекоз из Алжира.

## Описание
Длина 27—34 мм, длина брюшка 19—25 мм, длина заднего крыла 13—18 мм. На заднем крае переднеспинки имеется только малозаметная лопасть в виде бугорка или поперечного ребрышка. У самцов нижние анальные придатки короткие, равные по длине с верхними. Самки полиморфны по окраске, имеют по крайней мере три цветовые формы: гомохромную с самцами, гетерохромную бледно-бежевую и ярко-оранжевую форму. Самцы имеют короткие светлые верхние анальные придатки и чёрного цвета нижние.
Восьмой сегмент брюшка целиком голубого цвета, 9-й стернит — чёрного цвета.

## Ареал
Восточно-среднеазиатский вид. На Кавказе распространён повсеместно, местами обычен.

## Биология
Лет стрекоз отмечается в апреле-октябре. Стрекозы встречаются у родников и ручьёв с бедной растительностью, по травяным болотам, а также у других стоячих водоёмах (континентальным и приморским), в том числе с солоноватой и даже сильно солёной водой. Личинки развиваются в разнообразных водоёмах.